# Sarrio
Sarrio är en kulle i Finland.   Den ligger i den ekonomiska regionen Norra Lappland och landskapet Lappland, i den norra delen av landet, 800 km norr om huvudstaden Helsingfors. Toppen på Sarrio är 320 meter över havet.
Terrängen runt Sarrio är huvudsakligen platt.  Trakten runt Sarrio är nära nog obefolkad, med mindre än två invånare per kvadratkilometer.